# Heinrich O’Donnell von Tyrconell
Graf Heinrich O’Donnell von Tyrconell (* 1726 in Castlebar (Irland); † 4. August 1789 in Galizien) war k. k. Generalmajor und Ritter des Maria-Theresia-Ordens.

## Herkunft
Die ersten der Familie O’Donnell flohen 1607 nach einem missglückten Aufstand aus Irland. Es kam zur Flucht der Grafen, die O’Donell flohen in das habsburgische Spanien. Auch nach der Schlacht am Boyne kamen die O’Donnell nach Österreich. Seine Eltern waren Calbhach Dubh (Karl) O’Donnell und dessen Ehefrau Maria O’Donnell.

## Leben
Im Jahr 1742 trat er in österreichische Dienste und machte den österreichischen Erbfolgekrieg mit. 1754 wurde er zum Hauptmann im Infanterieregiment Nr. 49 (Angern) ernannt und schon 1756 wurde er Major. Während des Siebenjährigen Krieges konnte er sich mehrfach auszeichne; zunächst im Oktober 1759, da deckte er mit 3 Bataillonen und 300 Mann leichte Infanterie die Magazine in Freiwaldau, Engelsburg und Würbenthal. Er konnte den Angriff des preußischen Major Rosenfeld vereiteln. Er rettete neben den Magazinen die Kontributionskasse mit 18.000 Talern. Im Dezember 1759 lag er mit seinem Detachement in Holtschein in Stellung. Seine Aufgabe war es den Vormarsch des Generals Laudon nach Schlesien zu decken. Der preußische General Fouquet konnte so den General tatsächlich nicht aufhalten. Bei der Belagerung von Schweidnitz zeichnete er sich 1761 erneut aus und erhielt dafür am 30. August 1762 den Maria-Theresia-Orden. Der Graf kannte die Festung von der früheren Belagerung und war am 1. Oktober beim Sturm der Erste auf dem Wall. Im Jahr 1763 wurde er Oberst bei Infanterieregiment Nr. 41 (Pluncquett).
Im Januar 1771 trat er in den Ruhestand und wurde am 7. Juli 1779 mit Rang vom 10. Dezember 1768 zum Generalmajor ernannt. Er starb im August 1789.

## Familie
Der General heiratete Leopoldine Cantacuzino und hatte mehrere Kinder:
- Franz Joseph (* 1756; † 4. Mai 1810), Finanzminister

⚭ Therese O’Donnel
⚭ Gräfin Josephine von Gaisruck (1779–1833)
- Johann Karl (* 1761; † 31. Januar 1828), Kammerherr ⚭ 1782 Gräfin Caroline Clary und Aldringen (* 13. Februar 1756; † 16. Januar 1843)[6] Witwe von Josef von Wurmbrand-Stuppach († 1779)[7]
- Karl ( † 1796; gefallen bei Kehl)
- Heinrich
- Tochter ⚭ Graf Vansovich